# Saint Seiya: Die Krieger des Zodiac – Der Film
Saint Seiya: Die Krieger des Zodiac – Der Film (Originaltitel: Knights of the Zodiac) ist ein US-amerikanischer-japanischer Fantasyfilm aus dem Jahr 2023, der auf der Mangaserie Saint Seiya von Masami Kurumada basiert. Die Mangaverfilmung entstand unter der Regie von Tomasz Bagiński nach einem Drehbuch von Josh Campbell, Matt Stuecken und Kiel Murray. Die Hauptrollen haben Mackenyu, Madison Iseman, Famke Janssen, Diego Tinoco, Mark Dacascos, Nick Stahl und Sean Bean inne.

## Handlung
Seiya ist ein Straßenwaise auf der Suche nach seiner Schwester Patricia, die entführt wurde. Während eines Kampfes mit Cassios in einem Kampfring entfesselt Seiya ein seltsames blaues Licht. Nach dem Kampf trifft er sich mit Docrates und Alman Kido. Kido warnt Seiya davor, dass seine Ex-Frau Vander Guraad nach ihm sucht.
Guraads Krieger entführen Docrates und verfolgen Seiya und Kido, die sich mit Mylock, Kidos Assistenten, treffen. Nach einer kurzen Verfolgungsjagd entkommen Seiya, Mylock und Kido den Kriegern. Seiya verlangt zu wissen, was passiert, wird aber von Mylock niedergeschlagen. Während er bewusstlos ist, erinnert sich Seiya an die Entführung seiner Schwester und wird später in Kidos Versteck gebracht.
Kido informiert Seiya, dass seine adoptierte Tochter Sienna die Reinkarnation der Göttin Athena ist und Seiya dazu bestimmt ist, der Pegasus-Ritter zu werden, ein Kriegerritter für Athena. Patricia wusste von Seiyas Schicksal und hat sich geopfert, um ihn zu schützen. Kido sagt Seiya, dass er unter Marin, dem Silberritter, trainieren sollte, damit er sein Cosmo nutzen kann, um sich selbst und Sienna zu schützen und Patricia zu finden.
Während sie mit Seiya frühstücken, verliert Sienna kurzzeitig die Kontrolle über ihr Cosmo, aber Kido schafft es, sie zu beruhigen. In der Zwischenzeit schlägt Cassios mehrere von Guraads mächtigen Prototyp-Soldaten nieder und nimmt ein Angebot von Guraad an, selbst einer zu werden, um sich an Seiya zu rächen.
Seiya und Sienna lernen sich näher kennen, und sie überzeugt ihn, zu Marin zum Training zu gehen. Seiya geht mit Mylock zum Berg, wo Marin lebt, und steigt allein den Berg hinauf, um sie zu treffen. Seiyas Training verläuft zunächst schlecht, da er sein Cosmo nicht richtig kanalisieren kann, aber er trainiert weiter mit Marins Hilfe. In dieser Nacht hat Sienna eine Vision von sich selbst als Athena, die Seiyas Rüstung zerstört und weitreichende Zerstörung verursacht, was dazu führt, dass sie einen weiteren Cosmo-Ausbruch erlebt.
Seiya erlangt schließlich die Kontrolle über sein Cosmo. Sein Anhänger leuchtet auf und entriegelt seine Pegasus-Rüstung, aber er hat eine Vision, während er sich mit der Rüstung verbindet, die zeigt, dass Kido dabei war, als Guraad Patricia genommen hat. Seiya kehrt zu Kidos Versteck zurück, um ihn zur Rede zu stellen, aber Sienna holt ihn aus dem Anwesen. Sie enthüllt, dass sie Guraads Arme zerstört hat, als sie jung war, und Guraad gezwungen hat, Cosmo von Kindern abzuziehen, um am Leben zu bleiben, und dass Guraad Patricia freigelassen hat, als sie erkannte, dass Patricia kein Cosmo hatte.
Guraad kommt nach Folterung von Docrates bei Kidos Versteck an. Seiya und Sienna kehren zum Anwesen zurück. Seiya kämpft gegen Guraads Soldaten, kann jedoch seine Pegasus-Rüstung nicht aktivieren, während er gegen Cassios kämpft, was dazu führt, dass er bewusstlos geschlagen wird. Kido setzt sein Anwesen in die Selbstzerstörung, um Guraad aufzuhalten, und stirbt bei der Explosion. Sienna wird bewusstlos geschlagen und von Guraads Soldaten gefangen genommen, und Seiya kann sie nicht aufhalten.
Guraad gesteht Sienna, dass sie aufgehört hat, sich zu verbessern, und beginnt damit, Siennas Cosmo zu erschöpfen, um sie daran zu hindern, zur Bedrohung für die Welt zu werden. Mylock rettet Seiya, der sich selbst dafür verzeiht, Patricia nicht retten zu können, als sie entführt wurde. Mylock und Seiya reisen zu Guraads Basis, wo Seiya seine Pegasus-Rüstung entriegelt und Guraads Soldaten und Cassios besiegt.
Guraad kann nicht länger zusehen, wie Sienna ihrer Energie beraubt wird, und versucht, das Verfahren zu stoppen, aber Nero wendet sich gegen sie und nimmt seine Phoenix-Ritter-Form an. Nero und Seiya kämpfen weiter, werden aber von Sienna unterbrochen, die fast ihre Verwandlung in Athena abgeschlossen hat und weitreichende Zerstörung verursacht. Mit Seiyas Hilfe schafft es Sienna, die Kontrolle zurückzugewinnen, wird aber danach bewusstlos.
Als sie aufwacht, hat Siennas Haar sich lila gefärbt. Sienna und Guraad versöhnen sich, und Sienna stellt Guraads Arme wieder her. Sienna und Seiya verlassen die Gegend mit Mylock; Nero beobachtet sie, wie sie gehen. Sienna enthüllt, dass die alten Götter zurückkehren, und die Ritter des Tierkreises werden gebraucht, um sie aufzuhalten. Sie beschließt, Patricia zu finden.

## Produktion
Masami Kurumada ist seit den Arbeiten an dem Manga Saint Seiya an einer Realverfilmung des Stoffes interessiert. 2016 gab Tōei Animation bekannt, dass eine Adaption des Mangas bei CCXP in Entwicklung sei. Im Mai 2017 wurde der Film mit Tomasz Bagiński als Regisseur offiziell angekündigt. Es sollte ursprünglich eine Koproduktion mit Sony Pictures und der chinesischen Firma A Really Good Film Company werden. A Really Good Film Company stieg später aus dem Projekt aus. Das Drehbuch wurde von Josh Campbell und Matt Stuecken mit späteren Ergänzungen durch Kiel Murray adaptiert.
Die Besetzung wurde im September 2021 bekannt gegeben. Die Hauptrolle des Pegasus Seiya übernahm der japanische Schauspieler Mackenyu.
Die Dreharbeiten fanden zwischen Juli und September 2021 in Ungarn statt. Das Budget belief sich auf 60 Millionen US-Dollar.
Der Titelsong Courage wurde von Pink gesungen.

## Veröffentlichung
Der Film wurde am 28. April 2023 in Japan veröffentlicht. Der US-amerikanische Kinostart fand am 12. Mai 2023 statt. In Deutschland lief der Film am 16. Mai 2023 an.